# Egymásra Nézve
Egymásra Nézve, en español conocida como Una cierta mirada, es una película húngara de 1982 dirigida por Károly Makk. Está basada en la novela autobiográfica de Erzsébet Galgóczi.
La película tuvo un galardón de Mejor interpretación femenina para Jadwiga Jankowska-Cieślak en el Festival de Cannes. Además, compitió por la Palma de Oro.

## Sinopsis
Narra la historia de amor entre Éva, una periodista de firmes principios y abiertamente lesbiana, y Livia, una periodista casada con un oficial del ejército. Las dos trabajan en la misma oficina y poco a poco Livia empieza a sentir interés por las insinuaciones de Éva. 

## Reparto
- Jadwiga Jankowska-Cieślak - Éva Szalánczky
- Ildikó Bánsági - Éva Szalánczky (voz)
- Grażyna Szapołowska - Livia Horváth
- Judit Hernádi - Livia Horváth (voz)
- Jozef Kroner - Erdõs
- Gyula Szabó - Erdõs (voz)
- Péter Andorai - Dönci Horváth, marido de Lívia